# Jardim de Nossa Senhora dos Anjos
O Jardim de Nossa Senhora dos Anjos esta situado na vila da Lourinhã.

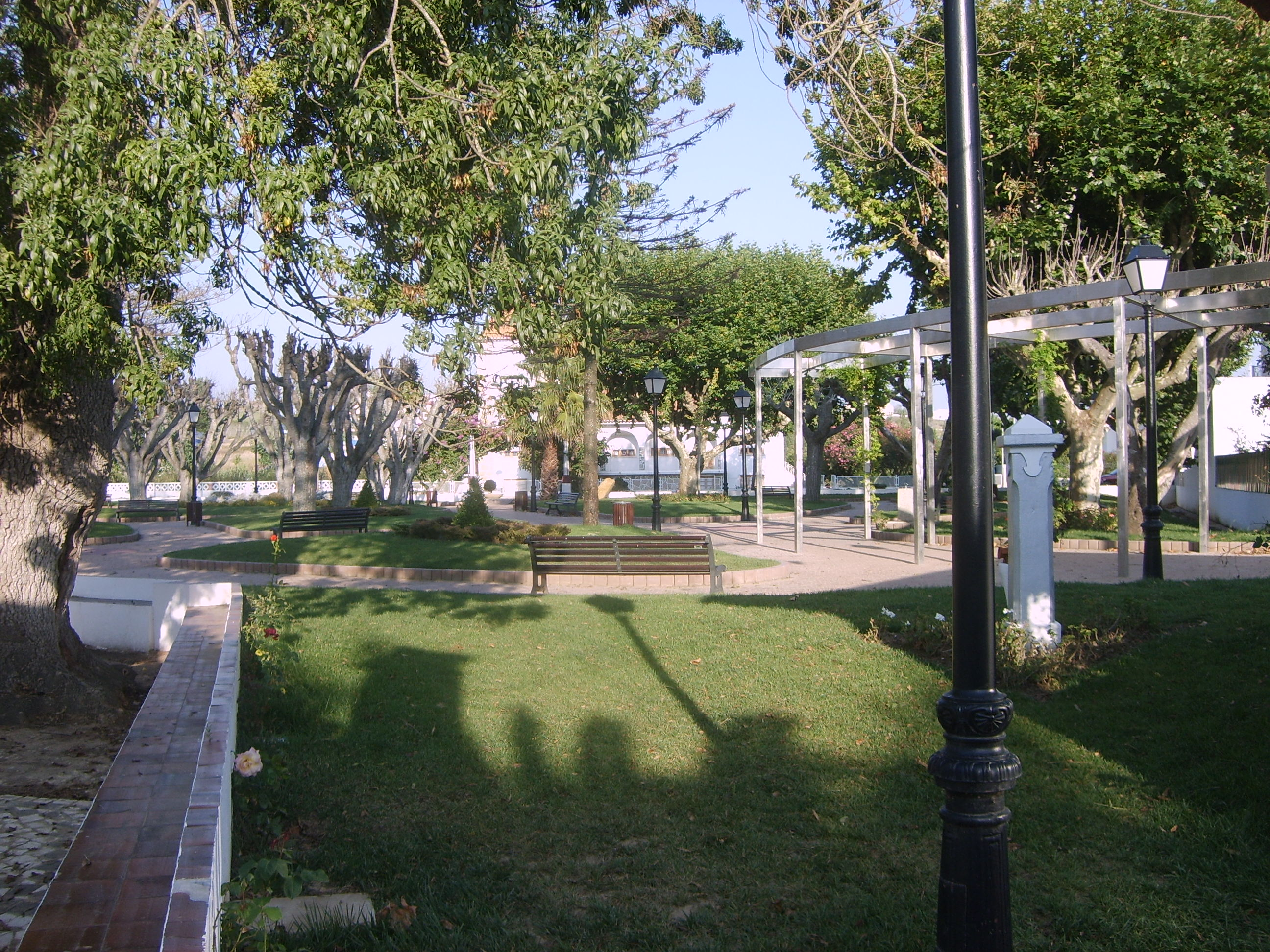
Jardim de Nossa Senhora dos Anjos

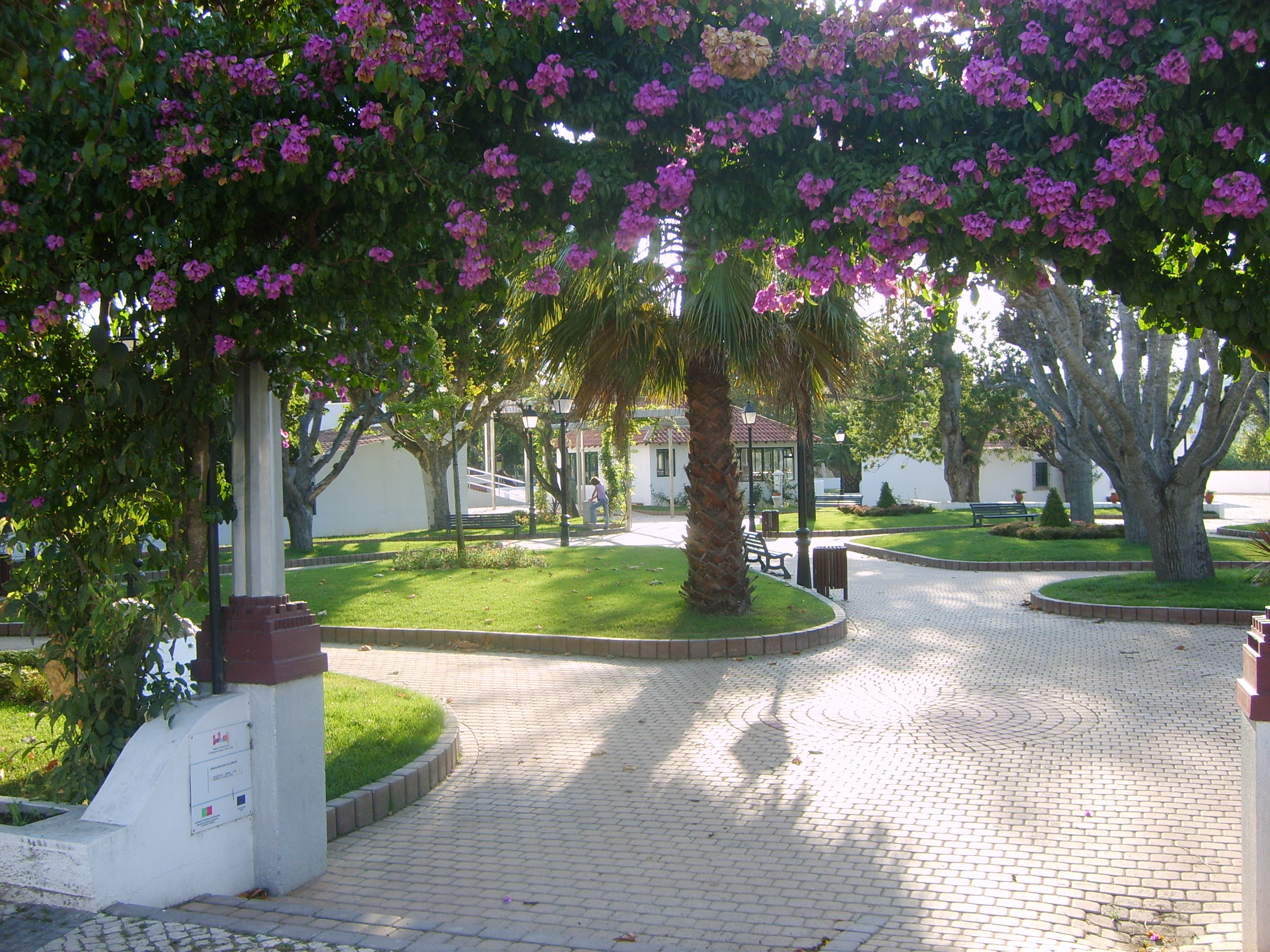
Jardim de Nossa Senhora dos Anjos

Neste jardim encontre-se a Capela de Nossa Senhora dos Anjos
O jardim abru no dia de 24 de junho de 2004